# شعب سادي (السياني)
شعب سادي محلة تابعة لقرية قتر، التابعة لعزلة العربيين بمديرية السياني إحدى مديريات محافظة إب في الجمهورية اليمنية.، بلغ تعداد سكانها 60 حسب تعداد اليمن لعام 2004.